# Chrysocharis walleyi
Chrysocharis walleyi är en stekelart som beskrevs av Yoshimoto 1973. Chrysocharis walleyi ingår i släktet Chrysocharis och familjen finglanssteklar. Inga underarter finns listade i Catalogue of Life.